# Cheilotrichia accomoda
Cheilotrichia accomoda är en tvåvingeart som först beskrevs av Alexander 1951.  Cheilotrichia accomoda ingår i släktet Cheilotrichia och familjen småharkrankar. Inga underarter finns listade i Catalogue of Life.